# Memory Stick

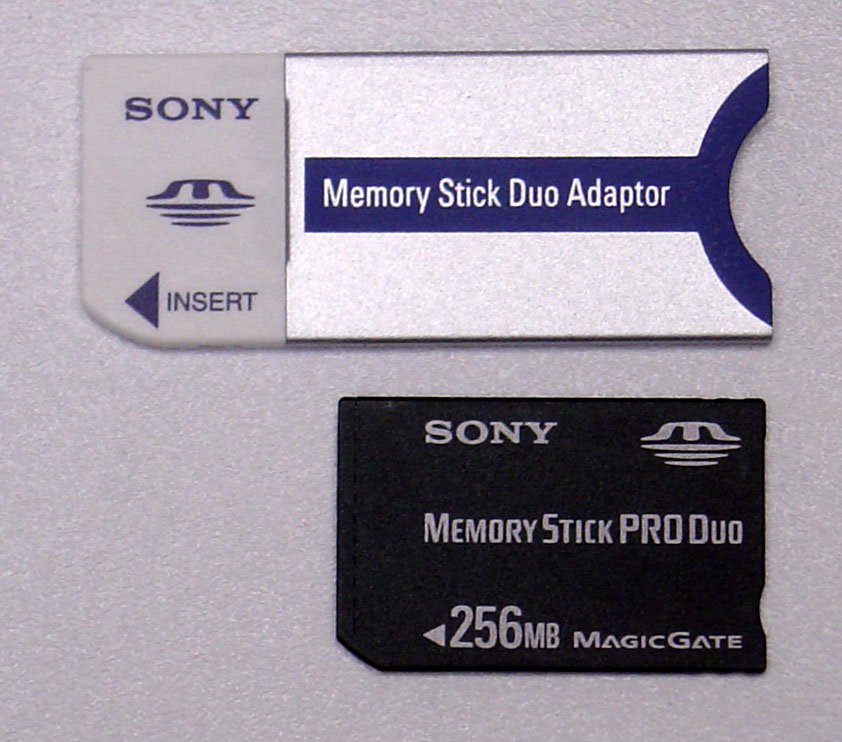
Sony Memory Stick Pro Duo, Sony Memory Stick Duo átalakítóval (adapter)

A Memory Stick egy memóriakártya-formátum, amelyet a Sony vezetett be 1998 októberében.
Tipikusan hordozható eszközök adathordozójaként alkalmazzák. Alakja révén a kártya egyszerűen eltávolítható, és PC-hez csatlakoztatva a tárolt információ könnyen elérhető, feldolgozható. Előfordulása: digitális fényképezőgépek, MP3-lejátszók, PDA-k, PSP, mobiltelefonok stb.
A Sony hosszú ideig monopolhelyzetben volt a Memory Stick gyártásában, és mostanság is csak a SanDisk és a Lexar tartozik azon kevesek közé, akik engedélyt kaptak a gyártásához. Ezért aztán a hordozható eszközök, amelyek a Memory Stick kártyát használják, legtöbbször a Sony termékei. A Sony a formátumhoz való ragaszkodásának köszönhetően a Memory Stick messze túlélte legtöbb védett formátumú vetélytársát; élettartama csak a Compact Flash és Secure Digital kártyákéval vethető össze.

## Memory Stick PRO Duo
A Memory Stick PRO Duo gyorsan helyettesítette a Memory Stick Duo-t köszönhetően utóbbi kártya 128 MB-os méretkorlátozásnak és az alacsony sebességnek. A Memory Stick PRO Duo kártyák elérhetők ugyanakkora vagy nagyobb méretben, mint a Memory Stick PRO, nagysebességű (High Speed) és MagicGate változatban. 2008 márciusában, a Sony megjelentette a Memory Stick PRO Duo 16 GB-os változatát.

## Memory Stick Micro

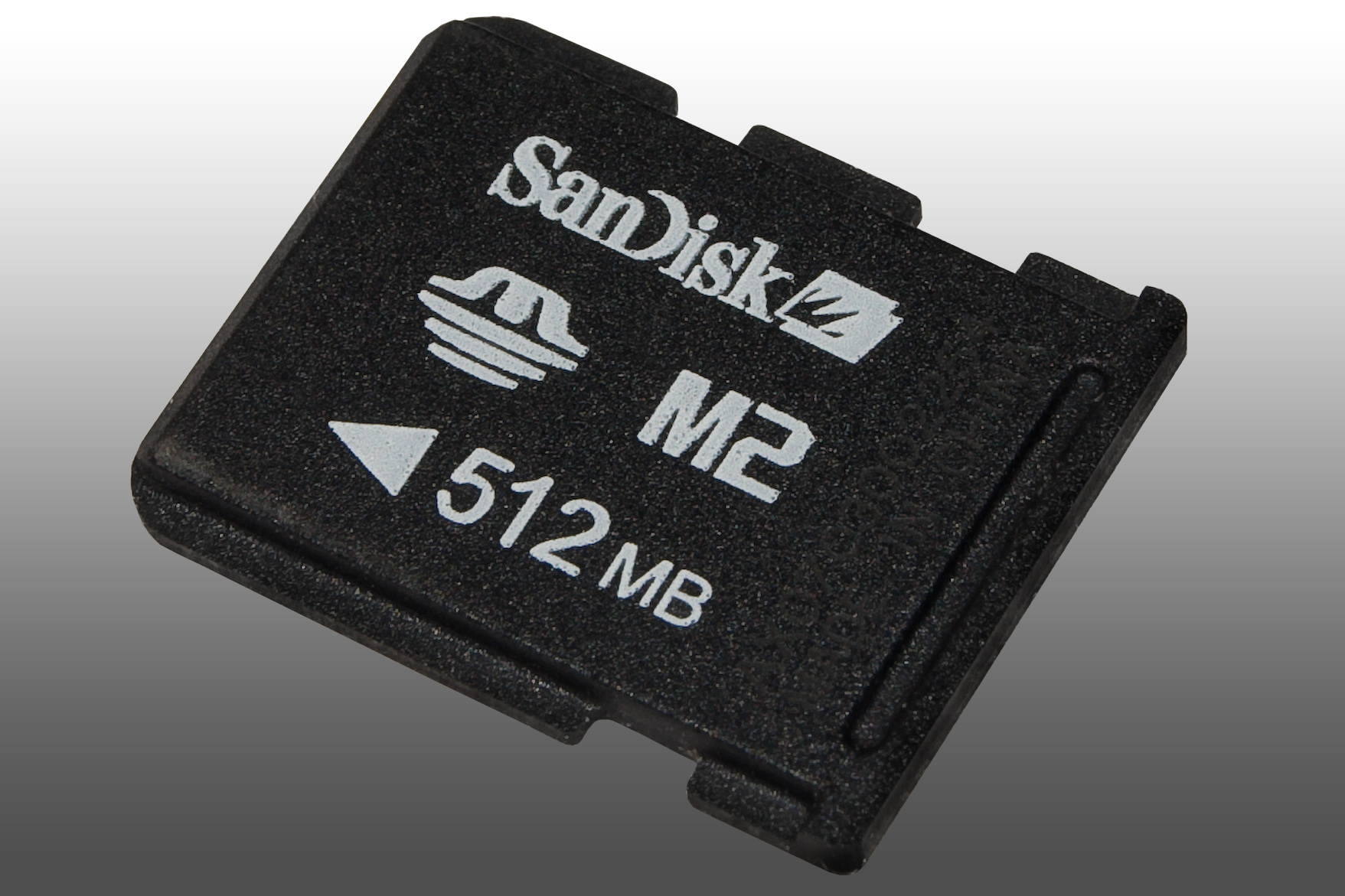
Egy 512 MB-os Memory Stick Micro.

A SanDisk-kel karöltve a Sony megjelentette a Memory Stick új formátumát 2006. február 6-án. A Memory Stick Micro (M2) méretei 15 × 12,5 × 1,2 mm – ami nagyjából egynegyede a Duo méretének, körülbelül körömnyi nagyságú – 128 MB, 256 MB, 512 MB, 1 GB, 2 GB, 4 GB, és 8 GB kapacitásokkal, az elméleti felső határ pedig 32 GB. A SanDisk a közelmúltban bocsátotta ki a 8 GB-os M2 memóriakártyát. Legnagyobb átviteli sebessége 160 Mbit/s.

## Átviteli sebességek
Standard:
- Maximum írási sebesség: 14,4 Mbit/s (1,8 MB/s)
- Maximum olvasási sebesség: 19,6 Mbit/s (2.5 MB/s)

Duo/Pro Duo:
- Átvitel: 160 Mbit/s (20 MB/s)
- Maximum írási sebesség: 15 Mbit/s (1,89 MB/s)
- Maximum olvasási sebesség: 80 Mbit/s (10 MB/s) (High Speed Pro Duo)

Micro (M2):
- Átvitel: 160 Mbit/s (20 MB/s)

## Lásd még
- Memóriakártya
- Flash memória